# Langmoos/Foren
L'area di Langmoos/Foren è una palude bassa e area protetta della Svizzera, situata nel Canton Appenzello Esterno. Dal 1994 fa parte dell'Inventario federale delle paludi d'importanza nazionale, con una revisione nel 1996.

## Descrizione
La zona è situata a 980 m.s.l.m. nel comune di Gais, in località Rietli e Schachen. La vegetazione comprende paludi a grandi carici, paludi basifile e acidofile a piccole carici, prati umidi, paludi di transizione e torbiere alte. Sono anche presenti terreni a coltivazione estensiva, siepi, formazioni boschive, specchi e corsi d'acqua, stazioni sorgentifere, costruzioni e vie di comunicazione.
Nelle vicinanze dell'area si trovano anche terreni a coltivazione estensiva e intensiva, siepi, formazioni boschive, foreste, specchi e corsi d'acqua, e stazioni sorgentifere.